# Муравище
Муравище (укр. Муравище) — село в Киверцовской городской общине Луцкого района Волынской области Украине.
Население по переписи 2001 года составляло 636 человек.

## История
В 1946 году указом ПВС УССР село Рафаловка переименовано в Муравище.
До 2020 года входило в Киверцовский район.